# 金眠泰
金 眠泰（キム・ミンテ、ハングル:김민태、1993年11月26日 - ）は、大韓民国・仁川広域市出身のプロサッカー選手。Jリーグ・清水エスパルス所属。ポジションはミッドフィールダー、ディフェンダー（センターバック）。

## 来歴
2015年に韓国・光云大学校からベガルタ仙台へ加入。同年4月22日の、ナビスコ杯グループステージ第4節清水戦で、公式戦初出場を果たす。同年5月10日のJ1 1stステージ第11節浦和戦では、リーグ初出場初先発を果たすと、わずか8分でJ初ゴールを挙げた。翌節にも2試合連続となる得点を挙げるなどし、その後レギュラーに定着したものの、2ndステージでは他クラブのスカウティングが進んだことにより守備面の弱点を突かれるようになり、出場機会を減らした。
2016年はクラブではわずかな出場機会に留まる一方で、代表では2015年から2016年にかけてU-22、U-23韓国代表に継続的に選出される。しかしリオデジャネイロ五輪に向けたメンバーからは落選し、バックアップメンバーに登録される。その後本大会メンバーのソン・ジュフンが負傷により出場辞退したため、ソンに代わり本大会メンバーに選出された。
2017年より北海道コンサドーレ札幌に完全移籍。
2021年8月11日、名古屋グランパスに期限付き移籍。8月15日の湘南戦でスタメンに選出されると、後半29分に決勝弾となるヘディングゴールを決めた。
2021年12月24日、鹿島アントラーズへの移籍が正式に発表された。
2023年7月3日、湘南ベルマーレに期限付き移籍。3バックの中央で起用されると大きな活躍をみせてチームの失点減に大きく寄与した。
2024年1月3日、鹿島アントラーズからの期限付き移籍を経て湘南ベルマーレに完全移籍で加入した。

## 所属クラブ
- シンイル小学校[5]
- ヌンコク中学校[5]
- 富平高等学校
- 2012年 - 2014年 光云大学校
- 2015年 - 2016年  ベガルタ仙台
- 2017年 - 2021年 北海道コンサドーレ札幌
  - 2021年8月 - 同年12月 名古屋グランパス（期限付き移籍）
- 2022年 - 2023年 鹿島アントラーズ
  - 2023年7月 - 同年12月 湘南ベルマーレ（期限付き移籍）
- 2024年 -  湘南ベルマーレ
  - 2025年8月 - 清水エスパルス（期限付き移籍）

## 個人成績
| 国内大会個人成績 | 国内大会個人成績 | 国内大会個人成績 | 国内大会個人成績 | 国内大会個人成績 | 国内大会個人成績 | 国内大会個人成績 | 国内大会個人成績 | 国内大会個人成績 | 国内大会個人成績 | 国内大会個人成績 | 国内大会個人成績 |
| 年度             | クラブ           | 背番号           | リーグ           | リーグ戦         | リーグ戦         | リーグ杯         | リーグ杯         | オープン杯       | オープン杯       | 期間通算         | 期間通算         |
| 年度             | クラブ           | 背番号           | リーグ           | 出場             | 得点             | 出場             | 得点             | 出場             | 得点             | 出場             | 得点             |
| 日本             | 日本             | 日本             | 日本             | リーグ戦         | リーグ戦         | リーグ杯         | リーグ杯         | 天皇杯           | 天皇杯           | 期間通算         | 期間通算         |
| ---------------- | ---------------- | ---------------- | ---------------- | ---------------- | ---------------- | ---------------- | ---------------- | ---------------- | ---------------- | ---------------- | ---------------- |
| 2015             | 仙台             | 6                | J1               | 16               | 4                | 1                | 0                | 0                | 0                | 17               | 4                |
| 2016             | 仙台             | 6                | J1               | 3                | 0                | 3                | 1                | 1                | 0                | 7                | 1                |
| 2017             | 札幌             | 20               | J1               | 16               | 0                | 4                | 0                | 0                | 0                | 20               | 0                |
| 2018             | 札幌             | 20               | J1               | 27               | 0                | 0                | 0                | 3                | 0                | 30               | 0                |
| 2019             | 札幌             | 20               | J1               | 29               | 0                | 12               | 2                | 1                | 0                | 42               | 2                |
| 2020             | 札幌             | 20               | J1               | 27               | 1                | 3                | 0                | -                | -                | 30               | 1                |
| 2021             | 札幌             | 20               | J1               | 9                | 0                | 4                | 0                | 2                | 0                | 15               | 0                |
| 2021             | 名古屋           | 20               | J1               | 12               | 1                | 5                | 0                | 0                | 0                | 17               | 1                |
| 2022             | 鹿島             | 20               | J1               | 21               | 1                | 5                | 0                | 3                | 0                | 29               | 1                |
| 2023             | 鹿島             | 20               | J1               | 0                | 0                | 4                | 0                | 1                | 1                | 5                | 1                |
| 2023             | 湘南             | 47               | J1               | 12               | 0                | -                | -                | -                | -                | 12               | 0                |
| 2024             | 湘南             | 47               | J1               | 32               | 0                | 1                | 0                | 0                | 0                | 33               | 0                |
| 2025             | 湘南             | 47               | J1               |                  |                  |                  |                  |                  |                  |                  |                  |
| 通算             | 日本             | 日本             | J1               | 204              | 7                | 42               | 3                | 10               | 1                | 256              | 11               |
| 総通算           | 総通算           | 総通算           | 総通算           | 204              | 7                | 42               | 3                | 10               | 1                | 256              | 11               |

- 公式戦初出場 - 2015年4月22日 ヤマザキナビスコカップ グループステージ第4節 清水エスパルス戦（アイスタ）
- Jリーグ初出場・初得点 - 2015年5月10日 J1 1st第11節 浦和レッズ戦（ユアスタ）

## 代表・選抜歴
- U-18韓国代表
- U-22韓国代表[7]
- U-23韓国代表
  - リオデジャネイロオリンピック

## タイトル・表彰

### クラブ
光云大学
- 2014年 全国大学チャンピオンシップ 優勝[2]

 名古屋グランパス
- 2021年 Jリーグカップ

### 個人
- 2014年 全国大学チャンピオンシップ ベスト守備賞[2]